# ألان لين
ألان لين (بالإنجليزية: Allan Lane) هو ممثل أمريكي، ولد في 22 سبتمبر 1909 بميشاواكا في الولايات المتحدة، وتوفي في 27 أكتوبر 1973 في الولايات المتحدة بسبب سرطان.

## وصلات خارجية
- ألان لين على موقع IMDb (الإنجليزية)
- ألان لين على موقع ألو سيني (الفرنسية)
- ألان لين على موقع أول موفي (الإنجليزية)
- ألان لين على موقع قاعدة بيانات الأفلام السويدية (السويدية)
- ألان لين على موقع إن إن دي بي (الإنجليزية)
- ألان لين على موقع قاعدة بيانات الفيلم (الإنجليزية)
- ألان لين على موقع كينوبويسك (الروسية)